# De Havilland Heron
de Havilland DH.114 Heron je bilo lahko štirimotorno propelersko potniško letalo, ki je prvič poletelo 10. maja 1950. Razvit je bil na podlagi de Havilland Dove, je pa imel daljši trup in štiri motorje. Zgradili so 150 letal, ki so jih uporabljali v 30 državah po svetu. 

## Specifikacije (Heron 2D)
Podatki iz De Havilland Aircraft since 1909;>Jackson 1987, p. 494
Splošne karakteristike
- Posadka: 2
- Število sedežev: 14 potnikov
- Dolžina: 48 ft 6 in (14,79 m)
- Razpon kril: 71 ft 6 in (21,80 m)
- Višina: 15 ft 7 in (4,75 m)
- Površina kril: 499 ft² (46,4 m²)
- Teža praznega letala: 8150 lb (3705 kg)
- Maks. vzletna teža: 13500 lb (6136 kg)
- Pogon letala: 4 ×  6-valjni zračnohlajeni bencinski motor de Havilland Gipsy Queen 30 Mk.2, 250 KM (186 kW)  vsak

 Zmogljivost 
- Potovalna hitrost: 159 vozlov (183 mph, 295 km/h)
- Doseg: 795 nmi (915 milj, 1473 km)
- Višina leta: 18500 ft (5600 m)
- Hitrost vzpenjanja: 1140 ft/min (5,8 m/s)